# 秋山直国
秋山 直国（あきやま なおくに）は、戦国時代から江戸時代初期にかけての武将。大和国秋山城（後の宇陀松山城）主。諱は家慶（いえよし）とも。

## 略歴
大和秋山氏は、沢氏・芳野氏と並んで「宇陀三将」と称され、興福寺領である宇陀郡秋山庄の荘官を務めた。南北朝時代には南朝方となり、宇陀郡に隣接する伊勢国の国司・北畠家の与力、のちに被官になったとされる。
『勢州軍記』の「秋山謀叛事」によると、兄・教家は三好氏の婿として権勢を奮い、北畠具教の命に従わなかったため、永禄年間の初め頃に居城の神楽岡城（秋山城の別名）を攻められ和睦。父は北畠氏の人質となってそのまま没し、教家自身も死去したため、家督は直国が継いだという。
直国の頃は大和の興福寺領を巡って十市氏と争った。十市氏が三好三人衆と同盟を結ぶと、直国は松永久秀と結んで対抗する。永禄11年（1568年）、十市遠勝に森屋城を攻められるが松永氏の後援を得て反撃し、十市氏の居城・龍王山城を奪取する。
永禄12年（1569年）、大河内城の戦いで北畠軍として従軍して、秋山右近の部下で弓の名手の諸木野弥三郎が活躍したとされる。（『勢州軍記』）
時期や詳細不明であるが、『庁中漫録』によれば、宇陀郡には秋山右近という人がいて、順慶の婿で、一度順慶が筒井城を追われた時、この人を頼って宇陀へこもり、再起の足がかりとしたとある。
元亀2年（1571年）、辰市城の戦いでは、筒井順慶と組んで、松永久秀と戦った。（『和州諸将軍伝』）
この戦いの後、大和国は織田信長の影響下になり、筒井順慶が信長に臣従しているので、直国もそれに従ったと思われる。
また、天正3年（1575年）頃から滝川一益が大和国宇陀郡の統治を行っているので、滝川一益娘を娶ったと思われる。
天正5年（1577年）、川俣の戦いで織田軍として従軍している。（『勢州軍記』）
天正7年（1579年）9月、織田信雄の伊賀攻め（第一次）に従い、退却時に殿を務めたとされる。（『勢州軍記』）
天正9年（1581年）9月、織田信雄の伊賀攻め（第二次）に従い、一の宮を攻略したとされる。（『勢州軍記』）
天正12年（1584年）、豊臣秀吉の武将蒲生氏郷が南伊勢を治めると、直国は沢氏や芳野氏と共に蒲生氏の与力となって織田信雄方の木造具康を攻めた（小牧・長久手の戦い）。（『勢州軍記』では、秀吉側に寝返ったとある。）
天正18年（1590年）、蒲生氏郷が陸奥国会津に転封となるとこれに従わずに大和に残っている。また、これ以前に宇陀郡は豊臣氏の蔵入地となっており、秋山城には代官が派遣されていたため、この時点での秋山氏の所領は定かではない。
慶長5年（1600年）、徳川家康に属して旗本として上杉景勝討伐に参戦、福島正則の組に属して岐阜攻めに加わった（関ヶ原の戦い）。。この功によってか、大和国十市郡に知行地3000石（膳夫・石原田・池ノ尻〈現橿原市〉３ヵ村、山田・上ノ宮・高田〈現桜井市〉３ヵ村の計６ヵ村）を与えられている（「慶長郷帳」）。
慶長19年（1614年）の大坂冬の陣では、箸尾氏らとともに大坂城に入り、大野治房の組で豊臣方として戦うが、大坂城の落城とともに秋山氏は滅亡したものと考えられる。
なお、『徳川実紀』（『台徳院殿御実紀』巻３７、P.762～764）では、慶長20年（1615年）の大坂夏の陣において、秋山右近某は、水野勝成の旗下で、神保相茂や桑山元晴らとともに大和組として参陣して、5月6日に後藤基次隊との激戦（道明寺の戦い）の最中に討死したとある。この時、井上時利によって討ち取られたかどうかは、不明である。
また、菩提寺慶恩寺の石碑には、直国に子が二人いて、伯（長子）を直周、季（末子）を政武と言い、時を経て、直周の末裔とする瓦口（現香芝市）秋山氏と政武の末裔とする越部（現大淀町）秋山氏の両氏が遠祖顕彰の碑「秋山城主之碑」を建てたとある。